# Ann Hibbins

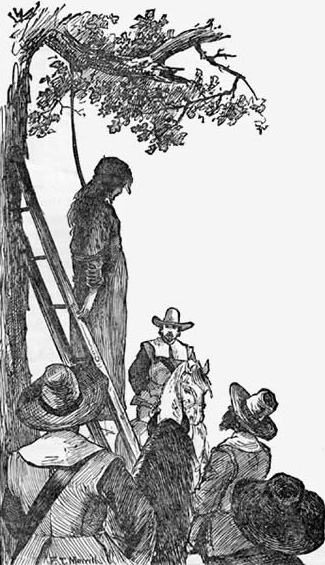
Hinrichtung von Anne Hibbins 1656. Zeichnung von F. T. Merril, 1886

Ann Hibbins, auch Anne Hibbins (gestorben am 19. Juni 1656 in Boston), war ein amerikanisches Opfer der Hexenverfolgung. Sie war eine der letzten als Hexen verfolgten Frauen in den britisch-amerikanischen Kolonien, die wegen Hexerei verurteilt und hingerichtet wurden.

## Leben
Ann Hibbins und ihr Ehemann William zogen in den frühen 1630er-Jahren nach Boston. William Hibbins war ein angesehener Kaufmann, der 1641–1642 als Abgeordneter in das Unterhaus des Generalgerichts von Massachusetts gewählt wurde. 1643 übernahm er das Amt eines Gerichtsassistenten, das er bis zu seinem Tod im Jahr 1654 innehatte. Als Ehefrau eines Mitglieds der Elite der Kolonie trug Ann Hibbins den Ehrentitel Mrs. zu einer Zeit, als dieser nur Frauen von Rang vorbehalten war.
Beide waren Mitglieder der puritanischen Bostoner Kirche. 1640 verurteilte die Kirche Ann Hibbins, weil sie die zu hohe Rechnung eines Schreiners für Arbeiten an ihrem Haus infrage gestellt hatte. Einige Mitglieder der Kirche waren der Meinung, dass sie sich schuldig gemacht habe, die Regel des Apostels zu übertreten, indem sie sich die Autorität über denjenigen anmaßte, den Gott zu ihrem Haupt und Ehemann gemacht hatte, und indem sie die Macht und Autorität, die Gott ihm gegeben hatte, aus seinen Händen nahm. Im Februar 1641 schloss die Kirche Ann Hibbins aus der Gemeinschaft aus, mit der Begründung, sie sei unbußfertig geblieben.

### Beschuldigung und Verurteilung wegen Hexerei
Als 1654 ihr Ehemann starb und aufgrund ihres Rufes, eine streitsüchtige und umstrittene Person gewesen zu sein, wurde Hibbins im folgenden Jahr wegen Hexerei verhaftet. Über die gegen sie erhobenen Anklagen und die als Zeugen angeführten Personen ist nichts bekannt. Ann Hibbins war eine Hexenverdächtige, die als zornig galt und dazu neigte, die männliche Autorität in Frage zu stellen.
Sie stand vor Gericht und wurde von den Geschworenen für schuldig befunden, doch die vorsitzenden Richter weigerten sich, dieses Urteil zu akzeptieren. Der Fall ging daraufhin 1656 an den General Court (Oberstes Gericht) von Massachusetts. Unter dem Druck des Volkszorns, Hibbins zu verurteilen, unterstützte er schließlich die Entscheidung der Geschworenen, und Hibbins wurde im Juni per Galgen hingerichtet. Es ist unklar, warum die Richter das Urteil der Geschworenen zunächst anzweifelten. Vielleicht wollten sie jemanden aus ihren eigenen Reihen nicht exekutieren oder waren aufgrund mangelnder Beweise unentschlossen.
Ihr Körper wurde nach dem Tod auf Auffälligkeiten untersucht. Ebenso wurde ihr Besitz nach Beweisen wie Puppen, Bildern oder Anzeichen für Hexerei durchsucht. Es wurde nichts gefunden.

## Besonderheiten
Ann Hibbins war eine angeklagte Hexe, die aus einem privilegierten Umfeld stammte. Nur wenige Hexenverdächtige oder ihre Ehepartner besaßen ein öffentliches Amt, einen Rang oder ein Ansehen, das sie als Mitglieder der Oberschicht Neuenglands auszeichnete.
Zwei weitere angebliche Hexen, Jane Walford aus Portsmouth und Eunice Cole aus Hampton, standen vor Gericht und konnten 1656 einer Verurteilung entgehen. Im selben Jahr wurde auch Ann Hibbins aus Boston als Hexe angeklagt; im Gegensatz zu Walford und Cole wurde sie jedoch gehängt. Connecticut zeichnete sich in den späten 1640er und frühen 1650er Jahren als die Kolonie mit der aggressivsten Hexenverfolgung aus. Mit nur einem Bruchteil der Bevölkerung von Massachusetts fanden dort sieben Prozesse statt, und alle, die vor ein Gericht kamen, wurden verurteilt und am Galgen hingerichtet.
Der Verlust des Ehepartners erhöhte die Wahrscheinlichkeit, wegen Hexerei vor Gericht zu landen, insbesondere bei Frauen. Tatsächlich wurden Frauen wie Katherine Harrison und Ann Hibbins erst nach dem Tod ihrer Ehemänner wegen okkulten Unfugs angeklagt. Die Erklärung dafür könnte zum Teil in der unterschiedlichen Beziehung von Witwen und Witwern zum Gesetz liegen. In einer Gesellschaft, in der nur Männer uneingeschränkten Zugang zu den Gerichten hatten, bedeutete der Tod eines Ehemannes den Verlust eines männlichen Beschützers, der sich mit rechtlichen Mitteln gegen Anschuldigungen wehren konnte. Ein Mann, der seine Frau verlor, hatte dagegen keinen solchen Nachteil.

## Hintergründe
Jahre später schrieben William Hubbard und Thomas Hutchinson, der Gouverneur von Massachusetts, über den Hexereifall von Ann Hibbins und reflektierten über die Grenze, die die Kolonisten zwischen Zorn und Hexerei zogen. Hubbard stellte fest, dass Personen mit harter Gesinnung und unruhigem Lebenswandel oft dazu neigen, vom einfachen Volk als Hexen verurteilt zu werden. Hutchinson zog die gleiche Schlussfolgerung, indem er feststellte, dass Hibbins’ natürliche Griesgrämigkeit und ihr unruhiger und streitsüchtiger Geist sie für ihre Nachbarn so abstoßend machte, dass einige von ihnen sie der Hexerei beschuldigten. Diese Autoren verfassten ihre Berichte lange nachdem die Hexenjagd in Neuengland nicht mehr anerkannt war und unterstellten den Einwohnern Bostons, dass die Anschuldigungen wegen okkulter Verbrechen eine bequeme Ausrede darstellten, um unangepasste Frauen loszuwerden.
Der Hexereiprozess gegen Ann Hibbins im Jahr 1656 markierte das Ende der Hexenverfolgungswelle in Neuengland und den Beginn einer neuen Phase der Mäßigung bei der Verfolgung okkulter Verbrechen.